# Glenea thomensis
Glenea thomensis är en skalbaggsart som beskrevs av Stefan von Breuning 1958. Glenea thomensis ingår i släktet Glenea och familjen långhorningar.
Artens utbredningsområde är São Tomé. Inga underarter finns listade i Catalogue of Life.